# Productschappen Vee, Vlees en Eieren
Productschappen Vee, Vlees en Eieren (PVE) was het gezamenlijke apparaat van twee Nederlandse productschappen: het Productschap voor Vee en Vlees (PVV) en het Productschap voor Pluimvee en Eieren (PPE). Per 1 januari 2015 zijn deze productschappen en daarmee de PVE opgeheven. De laatste voorzitter was Steven Lak.
Het PVE ontstond in 1993. Ir. Rob Tazelaar was ten tijde van de vorming van het PVE voorzitter van zowel het PVV als het PPE. De medewerkers van de PVE verrichtten de werkzaamheden in opdracht van de twee besturen van het PVV en het PPE. Die twee productschappen bleven bestaan als zelfstandige organisaties met een eigen herkenbare bestuurlijke verantwoordelijkheid. Verder werd er nauw samengewerkt met het Productschap voor Zuivel dat in hetzelfde gebouw was gevestigd.
De Productschappen Vee, Vlees en Eieren had als wettelijke taak het behartigen van de belangen van de gehele branche en het belang van de Nederlandse samenleving.
Onder de activiteiten van de organisatie viel onder andere:
- het meepraten over regelgeving in Den Haag en in Brussel
- het doen of uitbesteden van onderzoek
- reclame en voorlichting over vee, vlees en eieren
- het uitbetalen van landbouwsubsidies

In 2010 entameerde de PVV openstelling voor het publiek van 15 zogeheten zichtbedrijven in een poging het imago van de varkenshouderij te verbeteren.